# Cầu thủ xuất sắc nhất châu Phi
Giải thưởng Cầu thủ xuất sắc nhất châu Phi của France Football được trao cho cầu thủ bóng đá châu Phi xuất sắc nhất hàng năm bởi tập chí France Football (Pháp) từ năm 1970 đến 1994. Giải bị kết thúc năm 1995 sau khi Quả bóng vàng châu Âu (Ballon d'or) được mở rộng cho cả những cầu thủ không thuộc quốc tịch châu Âu, và George Weah được giải thưởng này năm đó. Nó đã được thay với giải thưởng chính thức, Cầu thủ xuất sắc nhất châu Phi, trao bởi Liên đoàn bóng đá châu Phi từ năm 1992. Samuel Eto'o (Cameroon) và Yaya Touré (Bờ Biển Ngà) là hai cầu thủ đoạt giải nhiều lần nhất, cùng 4 lần.

## Danh sách các cầu thủ đoạt giải
| Năm  | Cầu thủ                   | Câu lạc bộ             | Đội tuyển      |
| ---- | ------------------------- | ---------------------- | -------------- |
| 1970 | Salif Keita               | AS Saint-Étienne       | Mali           |
| 1971 | Ibrahim Sunday            | Asante Kotoko          | Ghana          |
| 1972 | Cherif Souleymane         | Hafia Conakry          | Guinée         |
| 1973 | Tshimen Bwanga            | TP Mazembe Englebert   | Zaire          |
| 1974 | Paul Moukila              | CARA Brazzaville       | Cộng hòa Congo |
| 1975 | Ahmed Faras               | SC Chabab Mohammedia   | Maroc          |
| 1976 | Roger Milla               | Canon Yaoundé          | Cameroon       |
| 1977 | Tarak Dhiab               | Espérance              | Tunisia        |
| 1978 | Karim Abdoul Razak        | Asante Kotoko          | Ghana          |
| 1979 | Thomas Nkono              | Canon Yaoundé          | Cameroon       |
| 1980 | Jean Manga Onguene        | Canon Yaoundé          | Cameroon       |
| 1981 | Lakhdar Belloumi          | GCR Mascara            | Algérie        |
| 1982 | Thomas Nkono              | RCD Espanyol           | Cameroon       |
| 1983 | Mahmoud Al Khatib         | Al Ahly                | Ai Cập         |
| 1984 | Theophile Abega           | Toulouse FC            | Cameroon       |
| 1985 | Mohamed Timoumi           | FAR Rabat              | Maroc          |
| 1986 | Badou Ezaki               | Real Mallorca          | Maroc          |
| 1987 | Rabah Madjer              | FC Porto               | Algérie        |
| 1988 | Kalusha Bwalya            | Cercle Brugge KSV      | Zambia         |
| 1989 | George Weah               | AS Monaco FC           | Liberia        |
| 1990 | Roger Milla               | St Denis               | Cameroon       |
| 1991 | Abedi Pele Ayew           | Olympique de Marseille | Ghana          |
| 1992 | Abedi Pele Ayew           | Olympique de Marseille | Ghana          |
| 1993 | Abedi Pele Ayew           | Olympique de Marseille | Ghana          |
| 1994 | Emmanuel Amunike          | Sporting Lisbon        | Nigeria        |
| 1995 | George Weah               | AC Milan               | Liberia        |
| 1996 | Nwankwo Kanu              | Inter Milan            | Nigeria        |
| 1997 | Victor Ikpeba             | AS Monaco FC           | Nigeria        |
| 1998 | Mustapha Hadji            | Deportivo de La Coruña | Maroc          |
| 1999 | Nwankwo Kanu              | Arsenal                | Nigeria        |
| 2000 | Patrick Mboma             | Parma                  | Cameroon       |
| 2001 | El Hadji Diouf            | Stade Rennais FC       | Sénégal        |
| 2002 | El Hadji Diouf            | Liverpool              | Sénégal        |
| 2003 | Samuel Eto'o              | RCD Mallorca           | Cameroon       |
| 2004 | Samuel Eto'o              | Barcelona              | Cameroon       |
| 2005 | Samuel Eto'o              | Barcelona              | Cameroon       |
| 2006 | Didier Drogba             | Chelsea                | Bờ Biển Ngà    |
| 2007 | Frédéric Kanouté          | Sevilla                | Mali           |
| 2008 | Emmanuel Adebayor         | Arsenal                | Togo           |
| 2009 | Didier Drogba             | Chelsea                | Bờ Biển Ngà    |
| 2010 | Samuel Eto'o              | Inter Milan            | Cameroon       |
| 2011 | Yaya Touré                | Manchester City        | Bờ Biển Ngà    |
| 2012 | Yaya Touré                | Manchester City        | Bờ Biển Ngà    |
| 2013 | Yaya Touré                | Manchester City        | Bờ Biển Ngà    |
| 2014 | Yaya Touré                | Manchester City        | Bờ Biển Ngà    |
| 2015 | Pierre-Emerick Aubameyang | Borussia Dortmund      | Gabon          |
| 2016 | Riyad Mahrez              | Leicester City         | Algérie        |
| 2017 | Mohamed Salah             | Liverpool              | Ai Cập         |
| 2018 | Mohamed Salah             | Liverpool              | Ai Cập         |
| 2019 | Sadio Mané                | Liverpool              | Sénégal        |
| 2022 | Sadio Mané                | Bayern Munich          | Sénégal        |

## Xếp hạng theo nước
| Hạng | Nước                     | Hạng 1 | Hạng 2 | Hạng 3 |
| ---- | ------------------------ | ------ | ------ | ------ |
| 1    | Cameroon                 | 11     | 8      | 11     |
| 2    | Bờ Biển Ngà              | 8      | 6      | 7      |
| 3    | Ghana                    | 6      | 8      | 7      |
| 4    | Nigeria                  | 5      | 6      | 8      |
| 5    | Maroc                    | 4      | 1      | 0      |
| 6    | Liberia                  | 3      | 4      | 0      |
| 7    | Algérie                  | 3      | 4      | 5      |
| 8    | Senegal                  | 3      | 3      | 1      |
| 9    | Ai Cập                   | 2      | 2      | 4      |
| 10   | Mali                     | 2      | 2      | 0      |
| 11   | Guinea                   | 1      | 3      | 2      |
| 12   | * Cộng hòa Dân chủ Congo | 1      | 3      | 0      |
| 13   | Ghana                    | 1      | 1      | 0      |
| 14   | Zambia                   | 1      | 0      | 1      |
| 14   | Togo                     | 1      | 0      | 1      |
| 16   | Tunisia                  | 1      | 0      | 0      |
| 16   | † Cộng hòa Congo         | 1      | 0      | 0      |
| 18   | Chad                     | 0      | 1      | 0      |
| 19   | Gabon                    | 1      | 2      | 2      |

* Được biết đến là  Zaire từ năm 1971 đến năm 1997

† Được biết đến là  Cộng hòa Nhân dân Congo từ năm 1970 đến năm 1992